# Sean Greenwood
Sean Greenwood (Vancouver, 30 juli 1987) is een Iers skeletonracer. Hij vertegenwoordigde Ierland op de Olympische Winterspelen van 2014 in Sotsji, maar behaalde hierbij geen medaille.

## Carrière
Greenwood kwalificeerde zich voor de Olympische Winterspelen in 2014, waar hij als 27e eindigde.

## Resultaten
| Jaar | Plaats | Resultaat |
| ---- | ------ | --------- |
| 2014 | Sotsji | 27e       |

| Jaar | Plaats       | Resultaat |
| ---- | ------------ | --------- |
| 2013 | Sankt Moritz | 31e       |

### Wereldbeker

#### Eindklasseringen
| Seizoen   | Rang |
| --------- | ---- |
| 2013/2014 | 26e  |
| 2014/2015 | 42e  |